# Cellule souche pluripotente induite
Pour les articles homonymes, voir Cellule souche (homonymie) et IPS.
Les cellules souches pluripotentes induites (CSPi) (en anglais Induced pluripotent stem cells soit iPS ou iPSCs) sont des cellules souches pluripotentes générées en laboratoire à partir de cellules somatiques. Ces cellules souches induites ont le potentiel de se différencier en n'importe quelle cellule du corps humain et ont donc des applications très variées en thérapie et en recherche biomédicale. Elles sont considérées comme l'une des avancées majeures de la biotechnologie puisqu'elles permettent de constituer une alternative à l'utilisation de cellules souches embryonnaires humaines, permettant ainsi de dépasser les problèmes éthiques liés à ces dernières.

## Historique
Jusque dans les années 2000, les cellules souches pluripotentes humaines utilisées en recherche étaient d’origine embryonnaire. Mais malgré les nombreuses applications potentielles des cellules souches embryonnaires, leur utilisation soulève des problèmes éthiques car leur obtention repose sur la destruction d'embryons humains. De plus, en médecine régénérative, la greffe de cellule souches embryonnaires chez des patients présente un risque de rejet en raison de l'incompatibilité immunologique entre le donneur et le receveur. 
Afin de contourner ces limites, le chercheur Shinya Yamanaka et son équipe émirent en 2006 l'hypothèse selon laquelle il est possible de transformer une cellule différenciée en cellule souche pluripotente en réactivant l'expression des gènes associés à la pluripotence. Via des agents viraux, ces chercheurs ont introduit dans des fibroblastes de souris quatre facteurs de transcription, appelés facteurs de Yamanaka, exprimés dans les cellules souches embryonnaires, Oct3/4, Sox2, KLF4, et c-Myc. Ils montrèrent que l'introduction de ces facteurs de transcription provoque une dé-différenciation des cellules vers un état pluripotent caractéristique du stade embryonnaire : la pluripotence "induite" était découverte. En effet, par ce procédé, les cellules acquièrent les propriétés fondamentales des cellules souches embryonnaires que sont la pluripotence et l'auto-renouvellement. En 2007, en utilisant le même procédé, ces chercheurs ont réitéré l'exploit en utilisant des cellules humaines adultes. Pour cette découverte, Shinya Yamanaka a obtenu en 2012 le prix Nobel de médecine.

## Principe de la pluripotence induite
La pluripotence induite consiste donc à « reprogrammer » une cellule différenciée en cellule souche en réactivant l'expression des gènes associés au stade embryonnaire (stade pluripotent). Pour cela un cocktail  4 facteurs de transcription, appelés facteurs de Yamanaka, présents chez les cellules souches embryonnaires, Oct3/4, Sox2, KLF4, et c-Myc est introduit dans des cellules adultes, ce qui provoque une répression des gènes associés à la spécialisation cellulaire ; on parle alors de « dé-différenciation cellulaire ». La simplicité de ce mécanisme a surpris de nombreuses personnes dans la communauté des biologistes. Des travaux ultérieurs ont montré que plusieurs types de cellules humaines peuvent être reprogrammés en cellules souches pluripotentes parmi lesquelles les cellules de la peau  et les cellules sanguines (lymphocytes T et progéniteurs érythroïdes).
Dans le protocole initial, les facteurs de Yamanaka étaient introduit dans les cellules à reprogrammer via des vecteur viraux rétroviraux intégratifs. Puis des lentivirus intégratifs ont été utilisés par certains,. Ces approches avaient l’inconvénient de modifier l’ADN des cellules cibles, un effet potentiellement cancérigène. Depuis, d’autres techniques ont été utilisées pour faire exprimer le cocktail de gènes par les cellules à reprogrammer. Ainsi, il est possible par exemple d'utiliser d'autres vecteurs viraux tels les adénovirus mais aussi des techniques qui ne font pas appel à des virus comme la simple injection d'ARNm codant les facteurs de pluripotence. Ces améliorations évitent l'insertion des gènes de la reprogrammation dans le génome de la cellule ciblée et un meilleur contrôle de la durée de leur expression. En effet, une insertion dans une région oncogénique peut conduire au développement de cellules cancéreuses. Dans les laboratoires de recherche, l’utilisation d’un vecteur viral à ARN (Sendai) qui se détruit à un certain seuil de température est maintenant la technologie la plus utilisée pour la reprogrammation . Pour les applications thérapeutiques, la reprogrammation via des plasmides codant les facteurs de Yamanaka est préférée ,.

## Applications biomédicales
Cette technique permet de fabriquer des cellules souches « à la carte » pour la médecine régénératrice. L’une des premières preuves a été établie avec la maladie de Parkinson. Des chercheurs ont réussi à transplanter des CSPi dans le cerveau d’un modèle animal de la maladie de Parkinson et ont montré que ces cellules se sont différenciées en neurones dopaminergiques, avec une amélioration des symptômes de la maladie chez l'animal. De même, une étude menée sur des modèles murins de lésion de la moelle épinière, montre que la transplantation de CSPi humaines stimule la régénération neuronale et améliore la locomotion. La transplantation de CSPi humaines dans le myocarde de souris ayant subi un infarctus aigu conduit à une amélioration substantielle des fonctions cardiaques chez ces dernières grâce à la différenciation des CSPi en cellules cardiaques.
Une autre application intéressante des CSPi réside dans le traitement des maladies génétiques. Par exemple, utilisant des souris chez laquelle la drépanocytose avait été induite, des chercheurs ont produit des CSPi chez lesquelles ils ont corrigé l'anomalie génétique. Ces cellules différenciées en cellules souches hématopoïétiques (cellules précurseurs des cellules sanguines) ont été réintroduites dans les souris drépanocytaires, permettant une nette amélioration des symptômes chez ces dernières.
Les CSPi peuvent aussi être utilisées dans le cadre d'une médecine personnalisée. Par exemple il serait possible de générer des cellules hépatiques ou rénales qui serviront à faire des analyses toxicologiques sur différents médicaments, afin de déterminer celui qui sera le plus tolérable pour chaque patient, ce qui permettra au médecin de faire le meilleur choix dans l'éventail de médicaments disponibles pour traiter une pathologie donnée. Dans le cadre des anomalies dégénératives et génétiques, les CSPi peuvent être utilisées pour produire des cellules reproduisant la maladie in vitro, ce qui facilitera l’étude de la maladie et la réalisation de tests pharmacologiques afin d’établir le meilleur protocole thérapeutique adapté à chaque patient,.

### Dégénérescence maculaire liée à l'âge
Une équipe du RIKEN, dirigée par le chercheur Masayo Takahashi, a effectué le 12 septembre 2014 une transplantation de cellules de la rétine sur une patiente de 70 ans atteinte de dégénérescence maculaire liée à l'âge (DMLA), dans la première étude clinique du monde, en utilisant des CSPi,. L'intervention a consisté en l'implantation d'un mince film de cellules rétiniennes, développé à partir de cellules adultes de la peau du bras de cette japonaise.

## Applications en recherche
Les cellules souches pluripotentes induites constituent une source alternative pratique de cellule humaine pour la recherche biomédicale. À partir d'une simple biopsie de la peau chez des patients, les chercheurs peuvent obtenir facilement ces CSPi. Ils peuvent ainsi mettre en culture et étudier différents types cellulaires. Ces cellules présentent le même ADN que le patient, ce qui permet de reproduire en culture des pathologies liées à des mutations ou des altérations génétiques. Cela permet d'étudier des maladies génétiques mais également la part de génétique de pathologies plus complexes, comme les troubles du spectre autistique ou la schizophrénie.
Avec les avancées récentes en génétiques, notamment le système CRISPR-CAS9, il est également possible de modifier des CSPi de patients sains pour induire et étudier le phénotype d'altérations génomiques données.
Les CSPi peuvent théoriquement générer l'ensemble des cellules du corps par différenciation cellulaire. Il est également possible de les utiliser pour former des organoïdes, modèle miniature tridimensionnel d'un tissu ou d'un organe.
En recherche,  la différenciation de la CSPi vers un tissu d'intérêt est dite « dirigée » : on contraint leur différenciation in vitro vers un type cellulaire spécifique. Il est par exemple possible d’induire la différenciation dirigée des CSPi vers un épithélium bronchique présentant l’ensemble des principales cellules des voies aériennes distales : les cellules basales, les cellules club, les cellules ciliées et les cellules à mucus. De tels épithéliums permettent d’envisager de modéliser le développement pulmonaire in utéro (et sa modulation par des polluants qui passent la barrière placentaire), l’épithélium bronchique adulte voire des pathologies chroniques telles que la BPCO en exposant ces épithéliums à des extraits de fumée.

## Aspects éthiques
L'un des avantages principaux des CSPi est qu'elles permettent de réaliser les thérapies cellulaires envisagées avec des cellules souches sans recourir à aucune destruction d'embryon ou clonage thérapeutique. En effet les CSPi présentent des caractéristiques extrêmement proches des cellules souches embryonnaires tout en étant générées à partir d'une cellule adulte.
Néanmoins, la possibilité de différencier des CSPi en gamètes mâles et femelles permet en théorie de réaliser le clonage d'une personne à partir de cellules adultes. Les CSPi permettent aussi d’envisager la création d’animaux chimères homme/animal, ce qui soulève également des problèmes éthiques. L’utilisation des CSPi n’est donc pas dénué de risques éthiques. 

## Limites et perspectives
Une des questions en suspens reste la propension inconnue de ces cellules souches à développer des cancers. En effet, certains des facteurs utilisés pour induire la pluripotence, sont des oncogènes c’est-à-dire qu’ils favorisent la formation des tumeurs cancéreuses, il s’agit en l’occurrence de Klf4 et c-Myc. D'ailleurs, on observe une hausse de l'expression des gènes associés aux tumeurs chez les cellules pluripotentes induites par ces facteurs. 
Des travaux ultérieurs ont montré qu'il est possible d'induire la pluripotence sans recourir à ces oncogènes. Par exemple, une équipe de Harvard est parvenu à induire la pluripotence en utilisant l'acide valproïque en lieu et place des oncogènes, bien que ce soit avec une efficacité moindre. 
En outre, l'utilisation de virus comme moyen d'introduction des facteurs de reprogrammation dans la cellule présente des risques. En effet, l’ADN viral peut s'introduire dans celui de la cellule hôte provoquant des mutations génétiques chez cette dernière. Des efforts ont donc été entrepris pour développer des techniques ne nécessitant pas l'utilisation des vecteurs viraux. C'est ainsi que des équipes sont parvenues à induire la pluripotence en délivrant les différents facteurs sous la forme de protéines recombinantes ou d'ARNm,. Mais l'efficacité de ces deux techniques est très faible comparativement à l'approche virale et nécessite donc d’être optimisée. L’utilisation de vecteurs Sendai (vecteur viral ARN non intégratif) permet une très grande efficacité et évite la problématique de l’insertion des facteurs de reprogrammation tout en permettant une reprogrammation très efficace, y compris à partir de cellules sanguines. 